# Trihalogénmetánok
A trihalogénmetánok olyan vegyületek, amelyekben a metán (CH4) négy hidrogénatomjából hármat halogénatom helyettesít. Számos trihalogénmetánt az iparban oldószerként vagy hűtőközegként használnak. Környezetszennyező anyagok, számosat közülük rákkeltőnek tartanak. A csak azonos halogénatomot tartalmazó trihalogénmetánok neve haloform.

## Gyakori trihalogénmetánok
| Molekulaképlet | IUPAC név         | CAS szám | Hétköznapi név    | Egyéb név              | Molekula          |
| -------------- | ----------------- | -------- | ----------------- | ---------------------- | ----------------- |
| CHF3           | trifluormetán     | 75-46-7  | fluoroform        | Freon 23, R-23, HFC-23 | Fluoroform        |
| CHClF2         | difluor-klórmetán | 75-45-6  | difluor-klórmetán | R-22, HCFC-22          | Difluor-klórmetán |
| CHCl3          | triklórmetán      | 67-66-3  | kloroform         | metil-triklorid        | Kloroform         |
| CHBrCl2        | bróm-diklórmetán  | 75-27-4  | bróm-diklórmetán  | BDCM                   | Bróm-diklórmetán  |
| CHBr2Cl        | dibróm-klórmetán  | 124-48-1 | dibróm-klórmetán  | CDBM                   | Dibróm-klórmetán  |
| CHBr3          | tribrómmetán      | 75-25-2  | bromoform         | metil-tribromid        | Bromoform         |
| CHI3           | trijódmetán       | 75-47-8  | jodoform          | metil-trijodid         | Jodoform          |

## Ipari felhasználás

### Hűtőközeg
Egyes esetekben a trifluormetánt és a difluor-klórmetánt is alkalmazzák hűtőközegként. A trihalogénmetánok a környezetbe kijutva gyorsabban lebomlanak, mint a teljesen klórozott-fluorozott szénhidrogének (CFC-k), így az ózonréteget sokkal kevésbé károsítják. A difluor-klórmetán HCFC hűtöközeg, részlegesen klórozott-fluorozott szénhidrogén, míg a fluoroform HFC, azaz részlegesen fluorozott szénhidrogén. A fluoroform nem károsítja az ózonréteget.
Sajnos a trihalogénmetán HCFC-k bomlása során is keletkezik bizonyos mennyiségű klórgyök a felső légkörben, így ezek is ózonbontó hatásúak. Ideális esetben a HCFC-k végleg ki fognak kerülni a forgalomból, és teljesen klórmentes hűtőközegekkel fogják felváltani őket.

### Oldószer
A kloroform a szerves kémiában nagyon gyakran használt oldószer. A víznél jóval kevésbé poláris, így számos szerves vegyület oldására használható.
Habár a kloroform mérgező és lehetséges karcinogén, még mindig sokkal kevésbé ártalmas, mint a szén-tetraklorid. A szén-tetraklorid felhasználásával kapcsolatos egészségügyi és szabályozási kérdések miatt a modern kémiai laboratóriumokban – amikor csak lehetséges – az olcsóbb, kevésbé szennyező alternatívát jelentő kloroformot használják helyette.

## Vízszennyezők
Trihalogénmetánok melléktermékként elsősorban a víz klórral történő fertőtlenítése során keletkeznek. Ezeket a vegyületeket összefoglalóan klórozási (fertőtlenítési) mellékterméknek is nevezik, a kezelt vízben levő szerves anyag és a klór közötti reakció eredményeként jönnek létre. Epidemiológiai tanulmányok alapján kapcsolat teremthető a vízkezelés során keletkező trihalogénmetánok és egyes káros egészségi hatások között. Számos országban határértéket állítottak fel az ivóvízben megengedett mennyiségükre vonatkozóan. A trihalogénmetánok azonban csak egy csoport a több száz lehetséges fertőtlenítési melléktermék közül, de azt még nem tisztázták egyértelműen, hogy ezek közül melyek a legvalószínűbb okozói a fenti hatásoknak. Az USA-ban a Környezetvédelmi Hatóság (Environmental Protection Agency, EPA) a négy fő összetevő (kloroform, bromoform, bróm-diklórmetán és dibróm-klórmetán) összkoncentrációját 80 ppb-ben korlátozza. Ennek a neve „összes trihalogénmetán” (angolul „total trihalomethanes”, TTHM).
Kloroform keletkezik az úszómedencékben is, az ezek fertőtlenítésére használt klór vagy hipoklorit és a szerves anyagok (pl. vizelet, verejték, haj, korpa) közötti haloform reakcióban. A trihalogénmetánok egy része meglehetősen illékony és könnyen kipárologhat a levegőbe, ennek révén elképzelhető, hogy például zuhanyzás közben valaki belélegzi őket. Az USA Környezetvédelmi Hatósága azonban megállapította, hogy az ebből fakadó kitettség minimális a fogyasztásból származóhoz képest. Az úszók esetén a trihalogénmetánok legnagyobb mértékben a bőrön keresztül jutnak be a szervezetbe, ami a teljes trihalogénmetán felvétel 80%-a. A klórozott vizű medencében történő edzés növeli a „biztonságos” uszodai levegő mérgező hatását, a klórozott melléktermékek káros hatása a fiatalabb úszókra nézve nagyobb, mint az idősebbekre.
Serdülőkkel végzett vizsgálatok fordított kapcsolatot mutattak ki a vérszérum tesztoszteronszintje és a nyilvános uszodákban töltött idő között. A hatásnak valószínűsíthető kapcsolata van a klórozott melléktermékekkel.

## Fordítás
Ez a szócikk részben vagy egészben  a   Trihalomethane című angol Wikipédia-szócikk ezen változatának fordításán alapul.  Az eredeti cikk szerkesztőit annak laptörténete sorolja fel. Ez a jelzés csupán a megfogalmazás eredetét és a szerzői jogokat jelzi, nem szolgál a cikkben szereplő információk forrásmegjelöléseként.